# Ontsifor Lúkinich
Ontsifor Lukínich (del ruso: Онцифо́р Луки́нич) fue posádnik de Nóvgorod desde 1350 a 1354. Provenía de una familia de boyardos de la que salieron varios posádnik de la ciudad. Se lo recuerda sobre todo por la reforma que hizo del cargo en 1359, por la que se incrementaba el número de posádnik de la ciudad, creándose así un gobierno colectivo en la ciudad.

## Vida
Ontsifor estuvo activo políticamente desde 1342, año al que se remonta su primera aparición en las fuentes. Ese año, condujo un regimiento bélico al río Volga, al tiempo que su padre, Luká Varfoloméyev hacía lo propio en tierras del Dvina, donde halló la muerte (en la "Tierra Más Allá de los Acarreos, la parte de la república no organizada directamente desde Nóvgorod). Al llegar esta noticia, la "gente común" (chiórnye liudi, literalmente "la gente negra") de Nóvgorod (probablemente una facción leal a Luká y Ontsifor) se alzó contra dos hombres, Ondreshko y el posádnik Fiódor Danílov, acusándolos de orquestar el asesinato de Luká. Ondreshko y Danílov debieron huir a Koporie donde permanecieron ese invierno.
Ontsifor apeló entonces al arzobispo de Nóvgorod (en ese momento debió de ser Basilio Kalika (r. 1330-1352, quien de acuerdo con los boyardos envió a un archimandrita y varios boyardos a Koporie para traer a Ondreshko y Danílov de vuelta a Nóvgorod, donde negarían el haber conspirado para obtener la muerte de Luká. Se convocaron dos Vladýchnoye veche (veche de obispos), una por parte de Ontsifor delante de la catedral de Santa Sofía, y otra por parte de los acusados en la Corte de Yaroslav en el mercado, en la otra orilla del Vóljov.

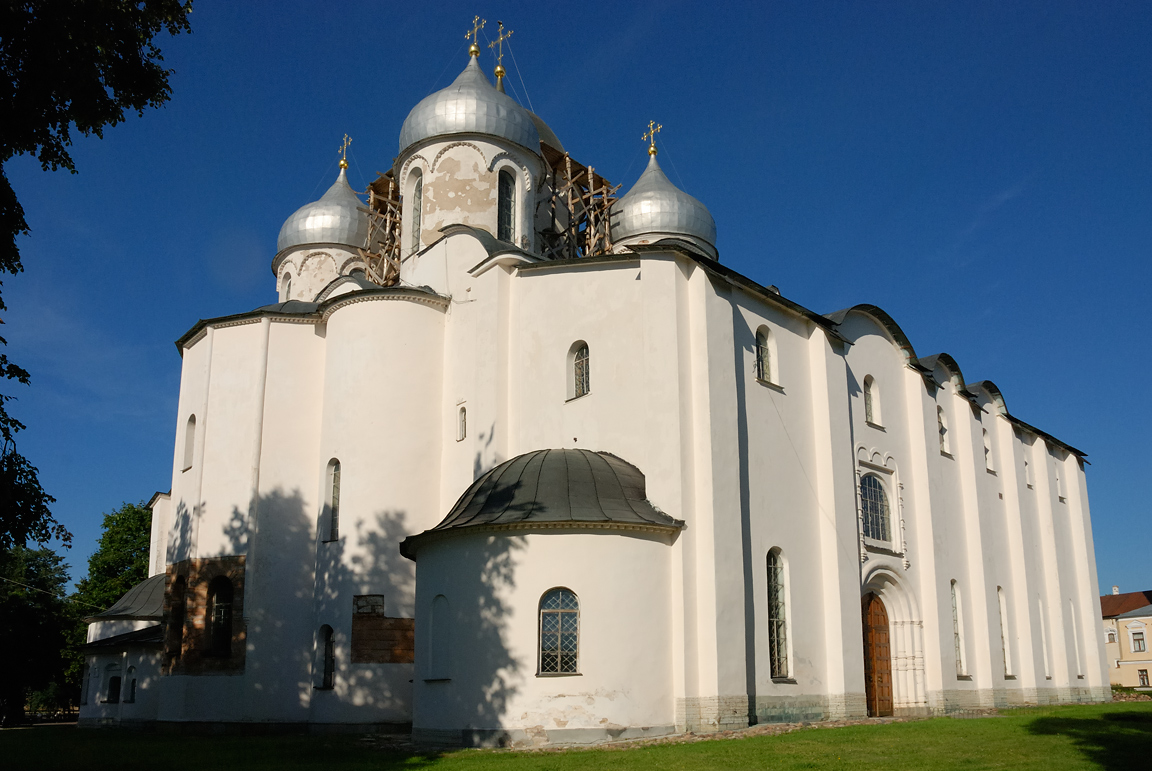
Catedral de Santa Sofía de Nóvgorod.

Por la mañana, Ontsifor hizo que Basilio cruzara el río para negociar con Ondreshko y Fiódor, aunque no esperó a su regreso para tomar las armas y cruzar el puente atacando al veche del mercado y capturando a dos hombres (que no eran los acusados) y confinándolos en una iglesia (la crónica no determina en cual, por lo que se podía suponer que fuera en la catedral o en una de las iglesias del mercado), tras lo que huyó de la ciudad. Basilio y su naméstnik (vicario) Borís, consiguieron apaciguar la ciudad esa misma tarde.

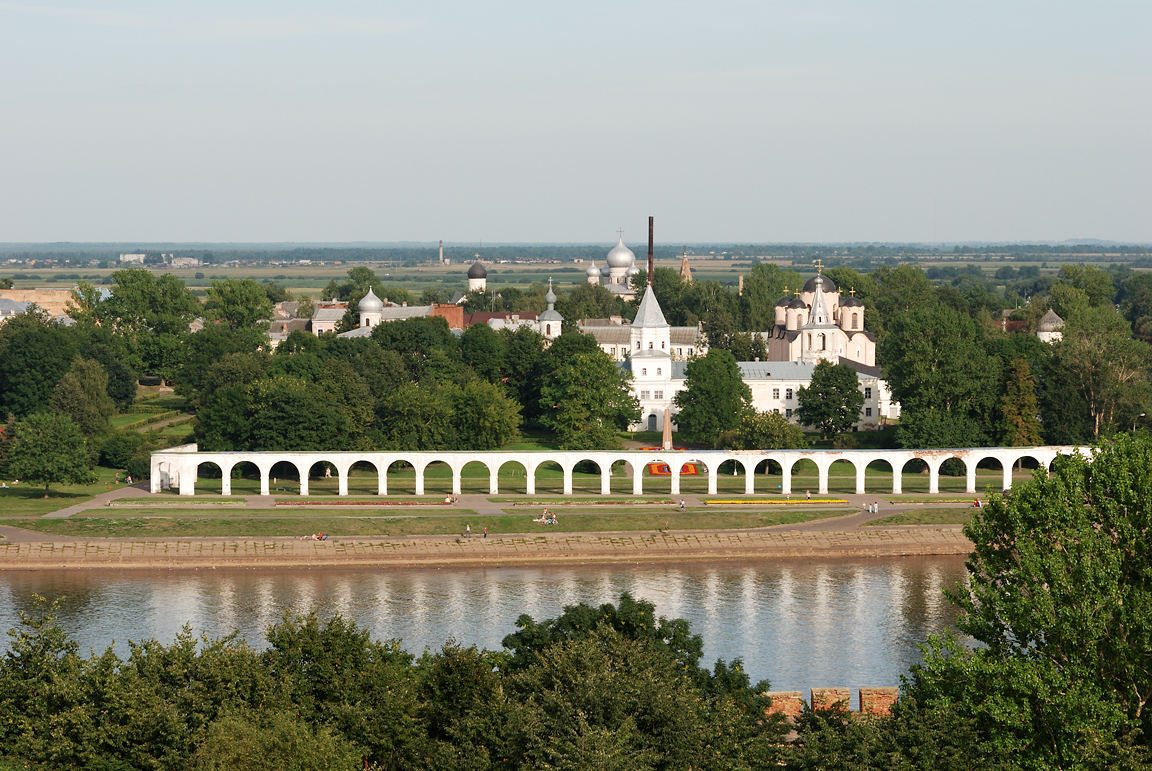
Corte de Yaroslav.

Parece que Ontsifor no estuvo fuera de la ciudad mucho tiempo ya que vuelve a ser mencionado en la crónica en 1348, encabezando a las tropas novgorodenses (siendo uno de varios comandantes mencionados) contra el rey sueco Magnus Eriksson, que en ese momento llevaba a cabo una cruzada contra los ižorianos que vivían a lo largo del río Nevá, amenazando así la fortaleza de Oréjov. Ontsifor y los demás comandantes consiguieron retomar la región, causándole al enemigo 500 bajas y solo afrontando tres, tras lo que regresaron a Nóvgorod. Magnus, no obstante, tomaría la fortaleza más tarde ese mismo año.

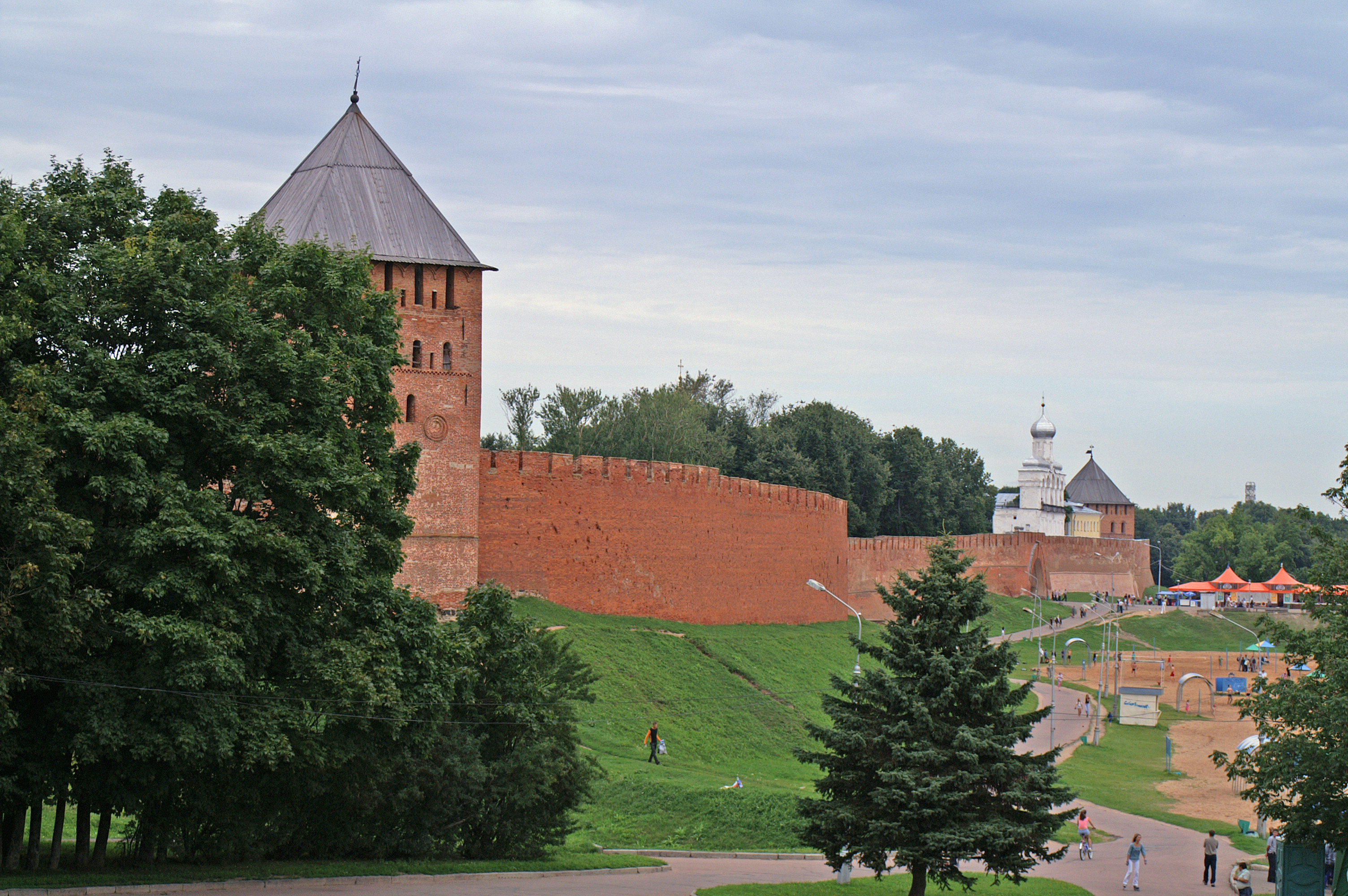
Detínets.

Ontsifor sería elegido posádnik por primera vez en 1350, según la Primera Crónica de Nóvgorod, tras el posádnichestvo de Fiódor Danílov, al que había acusado nueve años antes de haber asesinado a su padre. Valentín Yanin afirma que no era posádnik de todo Nóvgorod, sino que solo lo era del barrio (konéts, en plural kontsý) de Nérev o Nérevski konéts (Неревский конец), al norte del Detínets. Sería reelegido cada año hasta 1354.  La crónica menciona que en 1354 renunció al cargo voluntariamente. Murió en 1367.

## Legado

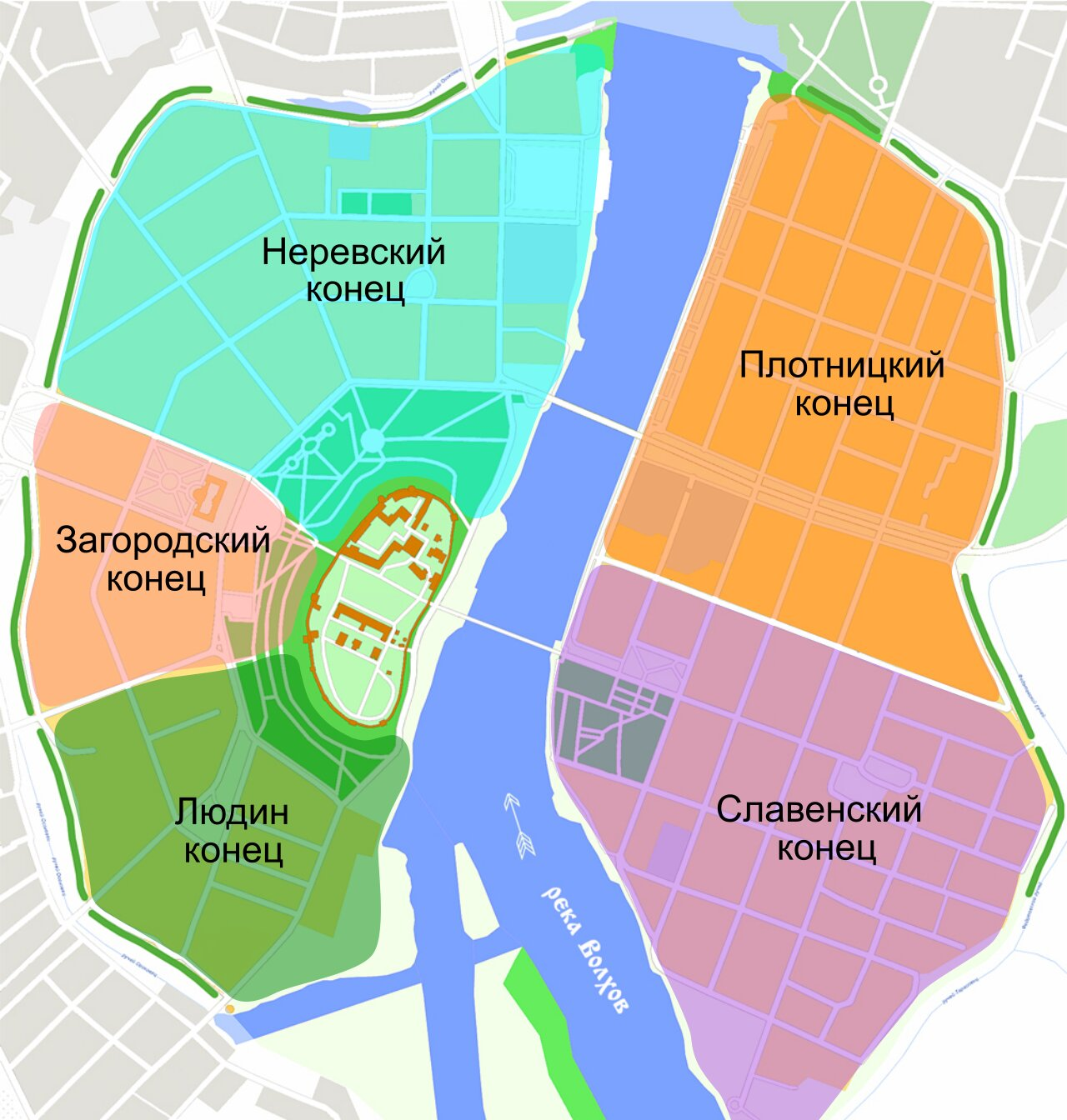
El barrio Nérevski konéts de Nóvgorod (extremo superior izdo.)

Ontsifor es recordado mayormente por una serie de reformas del posádnichestvo (el cargo de posádnik) en 1359, por las que se incrementaba el número de posádnik (esencialmente, los posádnik jubilados mantenían cierto grado de influencia mientras que el vigente, se convertía en stari posádnik o "sénior"). Yanin le llamó a esta forma de gobierno "posádnichestvo colectivo".
Al menos dos Ontsifórovichi ("hijos de Ontsifor") son mencionados en las crónicas llevando a cabo labores políticas desde la década de 1370 a principios del siglo XV: Maksim y Yuri (su muerte es fechada en 1417. Probablemente, como hemos dicho, fueran hijos de Ontsifor, aunque la crónica en ningún momento lo afirma conclusivamente, por lo que pudieran ser hijos de otro hombre con el mismo nombre. El que la crónica los mencione sin explicar quienes eran parece sugerir que sí que lo fueran, ya que el Ontsifor del que hablamos aquí debía de ser conocido para el lector.
La residencia de Ontsifor en el barrio (konéts) de Nérev, o Nérevski konéts, fue descubierta durante excavaciones arqueológicas en la ciudad , siendo excavada entre 1951 y 1962. Han sido encontrados varios documentos en corteza de abedul dirigidos a él o con él como remitente, incluyendo uno que envió a su madre.